# Forcipomyia rastraria
Forcipomyia rastraria är en tvåvingeart som beskrevs av Debenham 1983. Forcipomyia rastraria ingår i släktet Forcipomyia och familjen svidknott.
Artens utbredningsområde är Northern Territory, Australien. Inga underarter finns listade i Catalogue of Life.